# Okręg wyborczy Moncrieff
Okręg wyborczy Moncrieff (ang. Division of Moncrieff) – jednomandatowy okręg wyborczy do Izby Reprezentantów Australii, położony w stanie Queensland, w jego południowo-wschodniej części.
Pierwsze wybory odbyły się w nim w 1984 roku, a jego patronem jest Gladys Moncrieff.
Od 2001 roku posłem z tego okręgu był Steven Ciobo z Liberal National Party of Queensland.

## Lista posłów
Lista posłów z okręgu Moncrieff:
| okres urzędowania | poseł          | przynależność                        |
| ----------------- | -------------- | ------------------------------------ |
| 1984–2001         | Kathy Sullivan | Liberalna Partia Australii           |
| 2001–2010         | Steven Ciobo   | Liberalna Partia Australii           |
| od 2010           | Steven Ciobo   | Liberal National Party of Queensland |